# Pontecesures
Pontecesures – gmina w Hiszpanii, w prowincji Pontevedra, w Galicji, o powierzchni 6,69 km². W 2011 roku gmina liczyła 3123 mieszkańców.
W miejscowości jest stacja kolejowa Pontecesures.